# Andreas Richter (Fußballspieler)
Andreas Richter (* 15. September 1977 in Cottbus) ist ein ehemaliger deutscher Fußballspieler und heutiger Trainer.

## Karriere als Spieler
Richter begann seine Karriere in seiner Heimatstadt beim FSV Cottbus und wechselte dann zu Energie Cottbus. Über den FSV Hoyerswerda und den VFC Plauen kam der Innenverteidiger als 26-Jähriger schließlich zum Regionalligisten Rot-Weiß Erfurt. Dort spielte er in der Abwehr und stieg mit dem Verein in 2. Bundesliga auf.
Danach wechselte er wieder in die Regionalliga zur TuS Koblenz an. Mit Koblenz gelang ihm der Aufstieg ins Profigeschäft. In der Saison 2006/07 musste er den Neuzugängen auf seiner Position weichen. Ab dem 10. Spieltag schaffte er es wieder in die Stammformation.
Zur Saison 2009/10 wechselte Andreas Richter zum Regionalligisten Chemnitzer FC, wo er einen Vertrag bis 2011 unterschrieb. Dort kollabierte er am 8. September 2011 während des Vormittagstrainings. Anschließend wurde bekannt, dass er einen Herzinfarkt erlitten hatte. Nach seinem Herzinfarkt beendete Richter am 1. Oktober 2011 seine aktive Karriere.

## Erfolge
- Aufstieg in die 2. Bundesliga 2003/04 mit Rot-Weiß Erfurt
- Aufstieg in die 2. Bundesliga 2005/06 mit TuS Koblenz
- Aufstieg in die 3. Liga 2010/11 mit dem Chemnitzer FC

## Karriere als Trainer
Nachdem Richter sich von seinem Herzinfarkt erholt hatte, wechselte er zur Saison 2012/13 in den Trainerstab des Chemnitzer FC und arbeitete als Co-Trainer und Scout des Vereins. Zur Saison 2013/14 wurde Richter neuer Cheftrainer des Regionalligisten VfB Auerbach aus der Regionalliga Nordost. Für Auerbach stand Richter bis März 2015 als Cheftrainer an der Seitenlinie. Nach einer 4:0-Niederlage gegen den FSV Zwickau wurde Richter jedoch von seinen Aufgaben entbunden.